# 김기훈 (학원인)
김기훈(金琦勳, 1969년~)은 대한민국의 학원인이자 에듀케이션그룹 (주)쎄듀의 대표이사이다. 메가스터디 영어 영역 대표강사, 메가잉글리시 토익 대표강사, 중등 부분인 엠베스트 영어 강사로 있다. 2016년 12월 현재 누적 유료수강생 180만명을 넘어 영어 강사들 중 가장 많은 학생에게 영어를 가르친 기록을 갖고 있다. <천일문>, <어법끝>, <어휘끝> 등 그가 집필한 다수의 영어 교재가 교보문고, YES24 등 온라인과 오프라인 서점 외국어 학습 부문 베스트셀러에 올라 있다. 주요 대학과 고교에서 영어 특강 및 명사 특강을 하였고, TV, 라디오, 신문 등 각 매체를 통해 효과적인 영어 학습법에 대한 강의를 해왔다.

## 약력
- 성균관대학교 독문학 학사 (영문학 부전공)
- 메가스터디 외국어영역 대표강사, 엠베스트 영어 강사, 메가잉글리시 토익 대표강사
- 2008년 중앙일보 선정 외국어영역 1위 강사[2]
- 2009년 조선일보, KBS 추적60분 등에서 수능 전영역 통합 영향력 1위 강사 보도, 인터뷰
- 고려대, 이화여대, 경희대, 중앙대 등 영어특강 강사 역임
- 2009년 부산 부일외고 명사특강 및 공교육 지원 SCHOOL-UP 협약 체결
- 2010년 TvN 수능 영역별 1타강사 <공부의 비법> 특강에서 외국어 영역 대표강사로 출연
- 2011년 6월 TIME지 한국교육문화 관련 영어 인터뷰 (by Amanda Ripley)
- 2011년 6월 서울시 교육청 외국어 교육정책 자문위원 위촉.
- 2012년 3월 인천 교육청 1급 영어 정교사 영어교수법 특강 교수
- 2013년 8월 월스트리트저널(WSJ)한국교육문화 영어인터뷰 (by Amanda Ripley)
- 2014년 2월 미국 CBS NEWS 보도
- 2015년 5월 서울대생 900명을 대상으로한 리서치에서 가장 많은 학생들이 수강한 영어강사로 선정
- 2015년 9월 한국 영어교육 박람회 key-note Speech

텔레비전
- 아리랑국제방송《대한민국 최고강사 자격 영어 인터뷰》
- KBS 1TV《추적 60분》- 대한민국 스타강사들 '이래서 사교육이다' (2009년 3월 20일)
- TvN《외국어영역 대표강사 자격 특강》

라디오
- KBS R《굿모닝팝스》DJ 임시 진행
- MBC R《별이 빛나는 밤에》출연

## 저서
- 《어법 끝》, 《어휘 끝》, 《구문독해 끝,》《빈칸 백서》
- 《Button Up!! 첫단추 모의고사》시리즈,《Power up!! 모의고사》시리즈, 《쎄듀 파이널 모의고사》,
- 《New Reading Skills》, 《천일문(기본편, 이센셜, 완성편)》,《천일문Speaking & Writing(기본편, 완성편)》,  《Reading Player(개념편, 적용편)》,《Sense up!모의고사》
- 《GrammarQ 시리즈》
- 《TEPS MIND MAPPING》
- 《오답백서》
- 《빈칸백서》
- 《수능실감 EBS 변형모의고사 1,2》